# Botryothallus kunzei
Botryothallus kunzei là một loài dương xỉ trong họ Dryopteridaceae. Loài này được Klotzsch mô tả khoa học đầu tiên năm 1846.
Danh pháp khoa học của loài này chưa được làm sáng tỏ. 